# Kokartus
Kokartus honorarius es una especie extinta de anfibio caudado que vivió a mediados del período Jurásico (Batoniano) en lo que hoy es Kirguistán. El género fue nombrado por Nessov (1988), siendo asignado al grupo Karauridae por Averianov et al. (2008).